# Lydia Klinkenberg

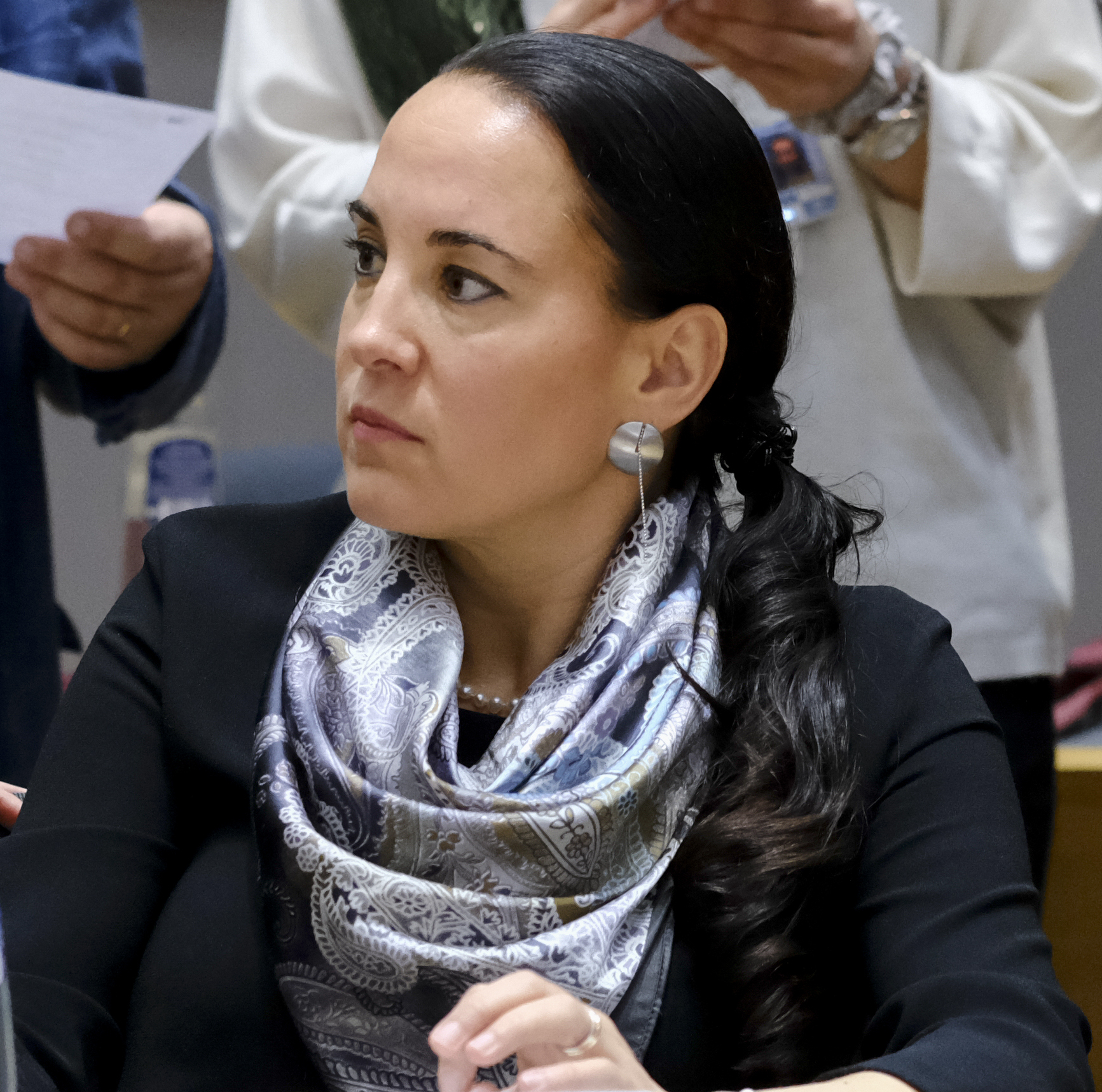
Lydia Klinkenberg (2023)

Lydia Klinkenberg (* 3. Oktober 1981 in Eupen) ist eine belgische Politikerin der freien Bürgerliste ProDG („Pro Deutschsprachige Gemeinschaft“). Von 2020 bis 2024 war sie Ministerin für Bildung, Forschung und Erziehung in der Deutschsprachigen Gemeinschaft Belgiens. Seit dem 1. Juli 2024 ist sie ostbelgische Ministerin für Familie, Soziales, Wohnen und Gesundheit.

## Leben
Nach dem Abitur am Königlichen Athenäum Eupen, studierte Lydia Klinkenberg Betriebswirtschaftslehre in Lüttich und Politische Wissenschaften in Aachen und Nottingham. Zwischen 2009 und 2015 war sie als parlamentarische Geschäftsführerin der ProDG-Fraktion im Parlament der Deutschsprachigen Gemeinschaft tätig. Gleichzeitig forschte sie als Doktorandin an der RWTH Aachen zum Thema Identitätspolitik von nationalen Sprachminderheiten. Zudem arbeitete sie von 2015 bis 2019 als Dozentin für politische Wissenschaften an der Universität Lüttich und als Referentin für Menschenrechte. Von 2017 bis 2020 war sie interne Auditorin der ostbelgischen Nationalagentur für die Programme Erasmus+ und den Europäischen Solidaritätskorps. Gleichzeitig arbeitete sie im Qualitäts- und Nachhaltigkeitsmanagement (ISO 14001, ISO 21001) einer ostbelgischen Sekundarschule, zuletzt als Mitglied der erweiterten Schulleitung. Von 2009 bis 2020 war sie Mitglied und Vizepräsidentin des Parlaments der Deutschsprachigen Gemeinschaft, und von 2018 bis 2020 – gemeinsam mit Petra Schmitz – Co-Vorsitzende von ProDG. Am 12. Oktober 2020 wurde sie nach dem Rücktritt von Harald Mollers in das Amt des ostbelgischen Ministers für Bildung, Forschung und Erziehung vereidigt. Am 1. Juli 2024 wurde sie im Parlament der Deutschsprachigen Gemeinschaft als Ministerin für Familie, Soziales, Wohnen und Gesundheit vereidigt.
Lydia Klinkenberg wohnt in Eupen und hat zwei Kinder.

## Aufgaben im DG-Parlament bis 2020
- Mitglied des Ausschusses I für Allgemeine Politik, Petitionen, Finanzen und Zusammenarbeit
- Mitglied des Ausschusses IV für Gesundheit und Soziales
- Mitglied des Kontrollausschusses
- Mitglied und Vizepräsidentin des DG-Parlaments von 2009 bis 2020
- Stellvertretendes Mitglied des Interregionalen Parlamentarierrates der Großregion Saar-Lor-Lux
- Stellvertretendes Mitglied des Benelux-Rates